# Roberto Fontanarrosa
Roberto Fontanarrosa   (Rosario, 26 de novembre de 1944 - Rosario, 19 de juliol de 2007) malnomenat El Negro, va ser un humorista gràfic i escriptor argentí.

## Biografia

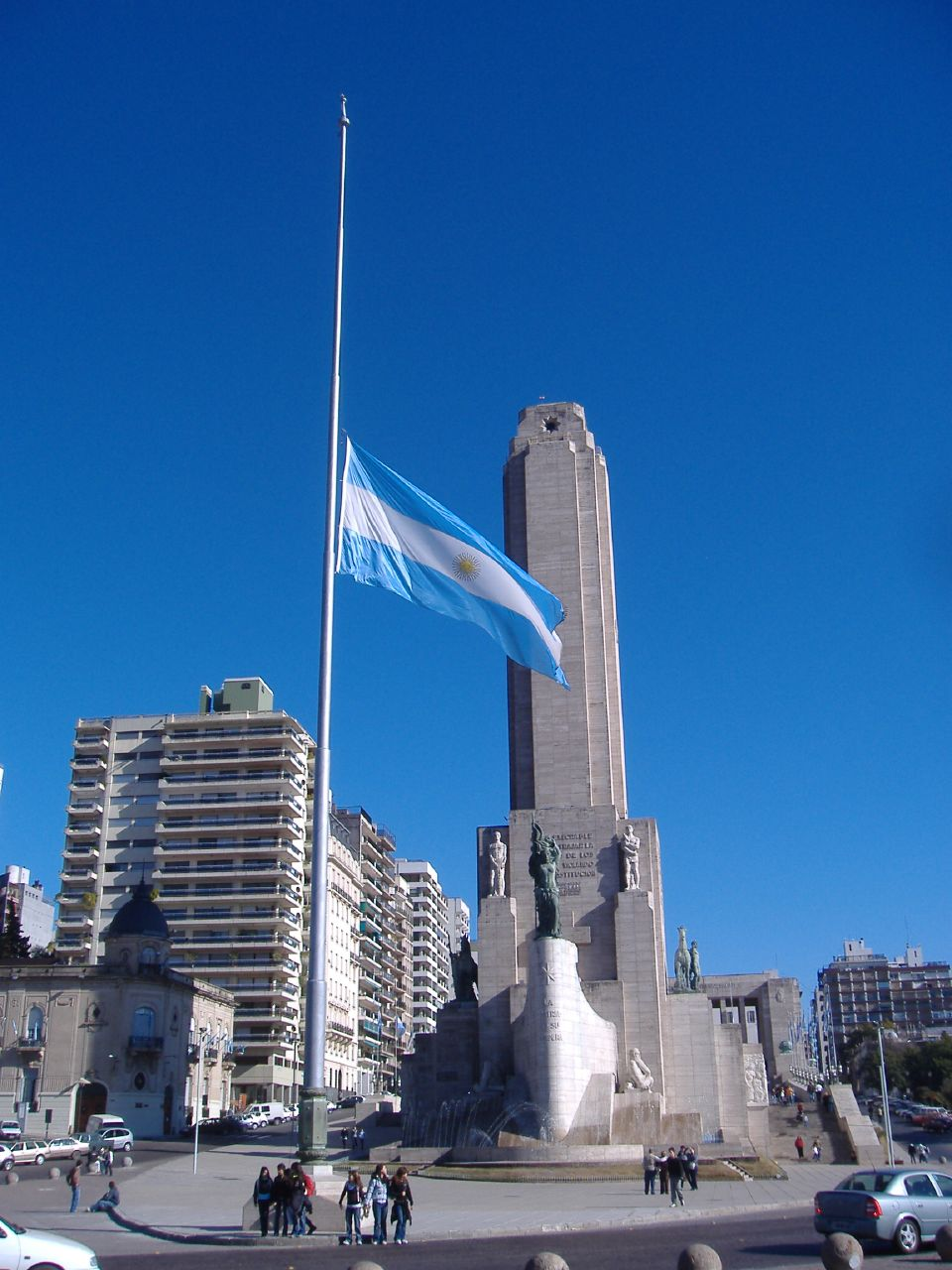
Bandera argentina a mitja asta el dia de la mort del dibuixant (Rosario).

La seua cursa va començar com dibuixant humorístic, destacant-se ràpidament per la seua qualitat i per la rapidesa i seguretat amb què executava els seus dibuixos. Aquestes qualitats van fer que la seua producció fos molt important.
Era molt conegut el seu gust pel futbol, esport al qual va dedicar nombroses obres. El conte 19 de diciembre de 1971 és un clàssic de la literatura dedicada al fútbol de l'Argentina. Com a aficionat al futbol, va mostrar la seua simpatia per l'equip que seguia des de xiquet, Rosario Central.
Durant els anys setanta i vuitanta, era habitual trobar-hi prenent-se un cafè al seu temps lliure al bar El Cairo, a l'encreuament de l'Avinguda Santa Fé i el carrer Sarmiento, assegut a la metafòrica mesa de los galanes (taula dels galants, en català), escenari de molts dels seus millors contes. Des dels anys noranta, la taula es va mudar al bar La Sede.
Va ser expositor al III Congrés de la Llengua Espanyola que es va desenvolupar a Rosario, província de Santa Fe, Argentina, el 20 de novembre de 2004, al qual va exposar la xerrada titulada Sobre las malas palabras.
El 2003 se li va diagnosticar una grau malaltia, i a causo d'això, va tindre la necessitat d'usar una cadira de rodes. El 26 d'abril de 2006, el Senat li va donar la Mención de Honor Domingo Faustino Sarmiento, en reconeixement de la seua trayectoria i aportis a la cultura argentina.
El 18 de gener de 2007 va anunciar que deixaria de dibuixar els seus còmics, perquè havia perdut el control de la seua mà dreta, a causa de la malaltia. De totes maneres, va aclarir que continuà escrivint guions per als seus personatges.
Va morir el 19 de juliol de 2007, a l'edat de 62 anys, víctima d'un aturada cardiorespiratòria, una hora després d'ingressar a l'hospital amb un quadre d'insuficiència respiratòria aguda.
| «                      | De mí se dirá posiblemente que soy un escritor cómico, a lo sumo. Y será cierto. No me interesa demasiado la definición que se haga de mí. No aspiro al Nobel de Literatura. Yo me doy por muy bien pagado cuando alguien se me acerca y me dice: me cagué de risa con tu libro. | » |
| — Roberto Fontanarrosa | |   |

## Publicacions

### Recopilacions d'acudits
- ¿Quién es Fontanarrosa?
- Fontanarrisa
- Fontanarrosa y los médicos
- Fontanarrosa y la política
- Fontanarrosa y la pareja
- El sexo de Fontanarrosa
- El segundo sexo de Fontanarrosa
- Fontanarrosa contra la cultura
- El fútbol se sagrado
- Fontanarrosa de penal
- Fontanarrosa es Mundial (recopilació de les cròniques periodístiques que va realitzar en ocasió del mundial de futbol de 1994)
- Fontanarrosa continuará.

### Publicacions d'historietes
- Los clásicos según Fontanarrosa
- Semblanzas deportivas
- Sperman
- Inodoro Pereyra Tomos 1 a 31
- Boogie, el aceitoso Tomos 1 a 12

### Novel·les
- Best Seller (las aventuras del mercenario sirio homónimo, 1981)
- El área 18 (1982)
- La gansada (1985)

### Llibres de contes
- El mundo ha vivido equivocado (1982)
- No sé si he sido claro (1986)
- Nada del otro mundo (1987)
- El mayor de mis defectos (1990)
- Uno nunca sabe (1993)
- La mesa de los galanes (1995)
- Los trenes matan a los autos (1997)
- Una lección de vida (1998)
- Puro Fútbol (2000)
- Te digo más ... (2001)
- Usted no me lo va a creer (2003)
- El rey de la milonga (2005)

### Altres
- No te vayas campeón (2000)